# 中山詳一
中山 詳一（なかやま しょういち、1889年（明治22年）4月6日 - 1945年（昭和20年）3月20日）は、日本の外交官。駐イラン公使。

## 経歴
京都府出身。1913年（大正2年）、京都帝国大学法科大学を卒業。1916年（大正5年）、外交官及領事官試験に合格し、漢口に領事官補として赴任した。以後、浦塩派遣軍政務部員、ロシア在勤外交官補、外務事務官、通商局第二課勤務、在アメリカ合衆国大使館三等書記官、同二等書記官、牛荘領事・関東庁事務官、外務書記官、亜細亜局第一課長、同第二課長、在英国大使館一等書記官、中華民国公使館一等書記官、同大使館参事官を歴任。1934年（昭和9年）からはイタリア大使館参事官を務めた。1937年（昭和12年）、駐イラン公使に就任した。

## 親族
- 妻 中山テル（大島要三三女）[3]

## 栄典
- 1940年（昭和15年）8月15日 - 紀元二千六百年祝典記念章[4]